# Derby City Rovers
Derby City Rovers, anteriormente conhecido como River City Rovers, foi uma agremiação esportiva da cidade de Louisville, Kentucky. Atualmente disputa a Premier Development League. A equipe tem como acionista a brasileira Isabelly Alves.

## História
River City Rovers foi anunciado como franquia de expansão da USL Premier Development League em 18 de novembro de 2010. Seu primeiro jogo oficial foi no dia 19 de maio de 2011 contra o Akron Summit Assault. Em maio de 2014 o clube muda de nome para Derby City Rovers.

## Estatísticas

### Participações
|  | Participações em 2017 |

| Competição     | Competição               | Temporadas | Melhor campanha             | Estreia | Última | P | R |
| Estados Unidos | Lamar Hunt U.S. Open Cup | 2          | Primeira Fase (2013 e 2017) | 2013    | 2017   |   | – |